# جوزيف إل. هوغ
جوزيف إل. هوغ (بالإنجليزية: Joseph L. Hogg)‏ هو عسكري أمريكي، ولد في 13 سبتمبر 1806 في مقاطعة مورغان في الولايات المتحدة، وتوفي في 16 مايو 1862 في كورينث في الولايات المتحدة.